# Bonagiunta da Lucca
Bonagiunta Orbicciani, também chamado de Urbicciani, Urbiciani, Bonattiva dos Orbicciani, Bonagiunta da Lucca (em latim: Bonagiunta Lucensis; Lucca, aprox. 1220 – 1290), foi um poeta italiano da escola toscana.
Exerceu a função de notário , e foi um poeta muito ativo na segunda metade do século XIII, inspirado principalmente na escola escola de poesia siciliana. Ele foi um dos que mais efetivamente importou as formas poéticas provençais da escola siciliana  e, sobretudo, de Jacopo da Lentini para a Toscana. Menos de quarenta dos seus poemas sobreviveram. 
Como escreve Carlo Salinari  :
«[…] A sua importância reside inteiramente nesta actividade de mediação cultural, que em meados do século deslocou o eixo da nossa poesia da corte imperial de Palermo para a Itália central e assim lançou - ainda que inconscientemente - as premissas para o "Dolce Stil Nuovo".»
Ele aparece como personagem no Canto 24 do Purgatório de Dante, onde comenta o Dolce Stil Nuovo ("doce estilo novo") de seus sucessores.

## A relação com Dante

### Aparição na Divina Comédia
Bonagiunta ficou mais conhecido por seu personagem do Purgatório do que pela sua obra poética. Aparece no Canto XXIV do Purgatório, da Divina Comédia de Dante Alighieri. Bonagiunta é apresentado pela primeira vez pelo personagem Forese Donati, que nomeia numerosos poetas para Dante porque seus rostos estão irreconhecíveis devido ao jejum. Bonagiunta parece reconhecer Dante, e Dante o ouve murmurando repetidamente o que parece ser a palavra "Gentucca". Depois que Dante incentiva Bonagiunta a falar com ele, Bonagiunta pergunta se ele é o poeta que escreveu "Donne ch'avete intelletto d'amore", um poema da ''Vita Nuova''. Depois que Dante confirma sua identidade, Bonagiunta comenta que finalmente entende o que separava sua poesia das poesias de Giacomo da Lentini e Guittone d'Arezzo do Dolce Stil Nuovo. Depois de terminar de elogiar Dante, ele fica em silêncio. 
A presença de Bonagiunta no Purgatório aborda as diferenças entre o estilo poético de Dante e o estilo de seus antecessores italianos. Tanto os comentaristas antigos quanto os modernos sugeriram que Bonagiunta foi incluído na Divina Comédia como resultado de uma tenzoni entre Dante e Guido Guinizzelli, outro praticante do Dolce Stil Novo. Dante, que já havia argumentado em seu ''De vulgari eloquentia'' que a poesia de Bonagiunta utiliza excessivamente a terminologia abstrata e não atinge todo o potencial da poesia, faz Bonagiunta elogiar Dante (o personagem) e observar que ele tem uma nova compreensão e apreciação de seu Dolce Stil Nuovo no Canto 24. Robert Hollander, um estudioso de Dante, lista cinco hipóteses possíveis sobre o uso da frase específica Dolce Stil Novo por Dante pela boca de Bonagiunta: Dante está usando a frase agora definida pela primeira vez em italiano; pretende sugerir um grupo de poetas que inclua ele próprio e Cino da Pistoia, separado de Bonagiunta e de outros poetas; ele se apresenta como um poeta exclusivamente teológico, cujas habilidades superam as dos poetas do amor tradicionais; ele acredita que a palavra “estilo” denota não apenas uma forma de escrever, mas também o conteúdo de um poema; e que a frase pode ser usada por Dante para se referir especificamente à sua própria poesia. Em "Dante e Bonagiunta", James Eustace Shaw determina que o elogio de Bonagiunta a Dante e ao Dolce Stil Novo deriva de uma compreensão elevada do amor que ele alcançou enquanto expiava seus pecados no sexto andar do Purgatório. Entendida nesse sentido de embate poético, a escolha de Dante em elegê-lo como antagonista de sua própria poética e da sua escola pode não ter um sentido redutor, mas de reconhecimento do valor dialético do poeta luccano.

## Obras
A produção sobrevivente de Bonagiunta conta com 37 composições: 18 sonetos certos e um atribuído, 11 canzoni, 2 discordi, 5 ballate.